# Alfred van de Wege
Alfred van de Wege (Sliedrecht, 9 september 1978) is een Nederlands radiomaker. Hij is te horen in het NPO Radio 2-programma Jan-Willem Start Op! onder de naam Alfred Van De Weetjes.

## Carrière
Van de Wege begon in 1999 bij de lokale omroep Vestingstad FM in Woudrichem. Hierna heeft hij een programma gehad bij Salsa Radio in Papendrecht, en later gaat hij weer terug naar Vestingstad FM. Van 2004 tot juli 2006 presenteert hij ook programma Yamix bij YAM FM. In het programma komt vooral dancemuziek voor. Vanaf 2007 heeft hij een programma op V-Radio getiteld Fred's Funky Friday, dat hij samen met Edgar Veen presenteert.
Daarna gaat hij aan de slag bij Xnoizz van de Evangelische Omroep (EO) met het programma Xnoizz Beats en presenteert hij sinds september 2008 iedere maandag De Soos met Esther van Helden. In januari 2009 gaat hij bij de EO aan de slag als muzieksamensteller voor het Radio 2-programma Laat op 2.
Van september 2010 tot 30 augustus 2013 was hij de presentator van het Radio 2-programma Halverwege, dat in de plaats kwam van de De Gouden Greep. Van de Wege was in het verleden al als invaller te horen in De Gouden Greep. In 2010, 2011 en 2012 presenteerde hij de Top 2000 op NPO Radio 2. Van 1 januari 2014 tot en met 13 december 2015 was Van de Wege elke zaterdag en zondag te horen op Radio 6 Soul & Jazz met het programma Alfreds Obsessie.
Nadat hij enige tijd Roodshow Late Night produceerde, verhuisde hij in juli 2018 met Roodbeen mee om producer te worden bij zijn nieuwe programma Jan-Willem Start Op! voor BNNVARA op NPO Radio 2. In dat programma is hij ook te horen als Alfred Van De Weetjes. Eveneens produceert hij de Top 2000-uren van Jan-Willem Roodbeen en Jeroen Kijk in de Vegte.
Sinds 2024 is Van de Wege (weer) te horen als inval-presentator, met name bij de nachtprogramma's op NPO Radio 2, dit bij afwezigheid van de reguliere dj.
Huidige: · Annemieke Schollaardt · Bart Arens · Carolien Borgers · Evelien de Bruijn · Corné Klijn · Daniël Lippens · Desiree van der Heiden · Dolf Jansen · Eddy Keur · Emmely de Wilt · Evert Duipmans · Jan-Willem Roodbeen · Jeroen Kijk in de Vegte · Jeroen van Inkel · Leo Blokhuis · Martine ten Klooster · Morad El Ouakili · Paul Rabbering · Ruud de Wild · Shay Kreuger ·Tannaz Hajeby · Thomas Hekker · Willemijn Veenhoven
Voormalige: Alfred van de Wege · Andrew Makkinga · Bert Haandrikman · Bert Kranenbarg · Cees van Zijtveld · Cielke Sijben · Daniël Dekker · Edwin Diergaarde · Felix Meurders · Ferry Maat · Frank du Mosch · Frits Sissing · Frits Spits · Gerard Ekdom · Giel Beelen · Gijs Staverman · Hans Schiffers · Henk van Steeg · Jan Paul Grootentraast · Jasper de Vries · Jeanne Kooijmans · Jeroen Mulder · Jetske van Staa · Jurgen van den Berg · Karel van Cooten · Kasper Kooij · Kimberley Dekker · Malou Holshuijsen · Marc Adriani · Marisa Heutink · Mart Smeets · Miranda van Holland · One'sy Muller · Peter Schuiten · Peter van Bruggen · Rick van Velthuysen · Rob Stenders · Roeland van Zeijst · Ron Stoeltie · Rutger Radstaake · Ruud Hermans · Sander de Heer · Sander Guis · Sara Kroos · Simone Walraven · Ted de Braak · Thijs Maalderink · Thomas van Vliet · Timur Perlin · Toine van Peperstraten · Tom Mulder · Will Luikinga · Yora Rienstra· Wouter van der Goes· Frank van 't Hof · Stefan Stasse  ·
Jaap Brienen · Vincent Gerhardt · Angelique Houtveen · Pieter Kok · Corné Klijn · Winfried Baijens · Mijke van Wijk · Co de Kloet · Astrid de Jong · Gerard Ekdom · Ruben Hein · Tuffie Vos · Edwin Rutten · Jeroen Kijk in de Vegte · Rudy Mackay · Alfred van de Wege · Giel Beelen · Leo Blokhuis · Dolf Jansen · Frank Jochemsen · Wilfried de Jong